# Vertigini in fiore
Vertigini in fiore è l'album di debutto di Irene Fornaciari, pubblicato il 27 aprile 2007 dall'etichetta Universal Music.
Dell'album, sono state estratte come singoli le canzoni Mastichi aria, Io non abito più qua, Un sole dentro e Un giro in giro.

## Tracce
1. It's a Wonderful Life (Irene Fornaciari) - 3:38
2. Aspetta e spera (Irene Fornaciari e Marco Baroni) - 3:16
3. Io non abito più qua (Zucchero e Niccolò Agliardi) - 4:09
4. Una carezza (Irene Fornaciari e Daniele Ronda) - 4:14
5. Mastichi aria (Irene Fornaciari e Antonio Galbiati) - 4:33
6. Un giro in giro (Irene Fornaciari e Luca Chiaravalli) - 3:39
7. Don uorri (Irene Fornaciari e Rodolfo Bianchi) - 3:14
8. Un sole dentro (Irene Fornaciari e Andrea Amati) - 3:36
9. 6 fantastika (Irene Fornaciari e Massimo Marcolini) - 3:37
10. Tirami su (Irene Fornaciari e Paolo Carta) - 3:30
11. Voli (Irene Fornaciari e Massimo Greco) - 3:49

## Formazione
- Irene Fornaciari - voce
- Zucchero Fornaciari - percussioni
- Paolo Costa - basso, contrabbasso
- Elio Rivagli - batteria, percussioni
- Giorgio Cocilovo - chitarra
- Umberto Iervolino - tastiera, organo Hammond
- Sara Grimaldi - cori